# Dürer et la météorite d'Ensisheim

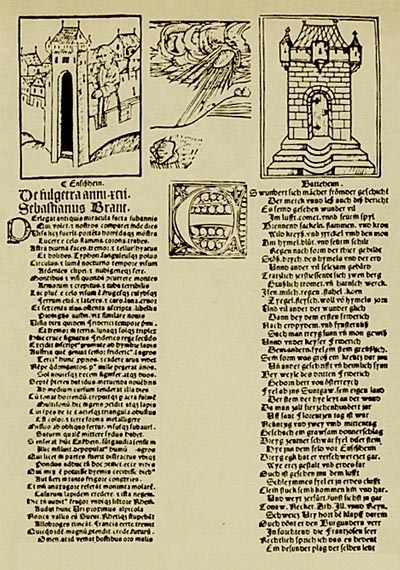
Sebastian Brant, Donnerstein von Ensisheim, 1492.

Albrecht Dürer, peintre graveur de la Renaissance allemande, assista en 1492 à la chute de la météorite d'Ensisheim, première météorite répertoriée en Occident.

## Présence de Dürer à Bâle en 1492
Après quatre années d'apprentissage dans l'atelier de Wolgemut, Albrecht Dürer quitte Nuremberg pour un tour de compagnonnage qui devait le conduire chez le peintre graveur Schongauer à Colmar. Malheureusement, à son arrivée à Colmar il apprend le décès de ce dernier au cours d'une épidémie récurrente de la peste. Les biographes de Dürer tant Pierre Vaisse que Jane Campbell Hutchison ont émis diverses hypothèses sur les déplacements du jeune Dürer entre avril 1490 et l'automne 1492. Aucun de leurs travaux de recherche n’est concluant. En fait, une seule chose est sûre : Albrecht Dürer se trouve à Bâle dans le courant de l'été 1492, il travaille chez les imprimeurs Johann Amerbach et Bergmann von Olpe (de) où il réalise les trois quarts des xylographies qui illustrent La Nef des fous de Sébastien Brant. Il est donc plus que vraisemblable qu'il assista à l'événement cosmique le plus troublant qui soit : la chute de la première météorite répertoriée dans le monde occidental, le 7 novembre 1492 à midi. Chute, qui eut lieu à Ensisheim, petite commune rhénane se trouvant à environ 20 kilomètres de Bâle, où elle fut néanmoins entendue lors de sa traversée de l'atmosphère terrestre.

## Verso du Saint Jérôme en pénitence de la National Gallery
Il est bien naturel, que Dürer, curieux de toutes choses et peut-être sollicité par Sébastien Brant, ait fait une enquête auprès des témoins de la chute et de ceux qui se précipitèrent pour se saisir de morceaux de l'aérolithe. L’historien d’art David Carrit, identifia en 1971, sans contestation possible, le petit Saint Jérôme en pénitence d’Albrecht Dürer (que l'on peut admirer à Londres dans la Galerie Nationale) au verso duquel se trouve la figuration peinte de la météorite jaune citron dans un tourbillon de flammes rouges et grises. Le tableau a été examiné et reproduit dans le catalogue raisonné des peintures de Dürer par l'historien d'art Fedja Anzelewsky (en) qui en a lui-même décrit le détail et émit l'hypothèse qu’il pouvait s'agir d'une représentation de la chute de la météorite d'Ensisheim, ce que personne ne conteste plus aujourd’hui.

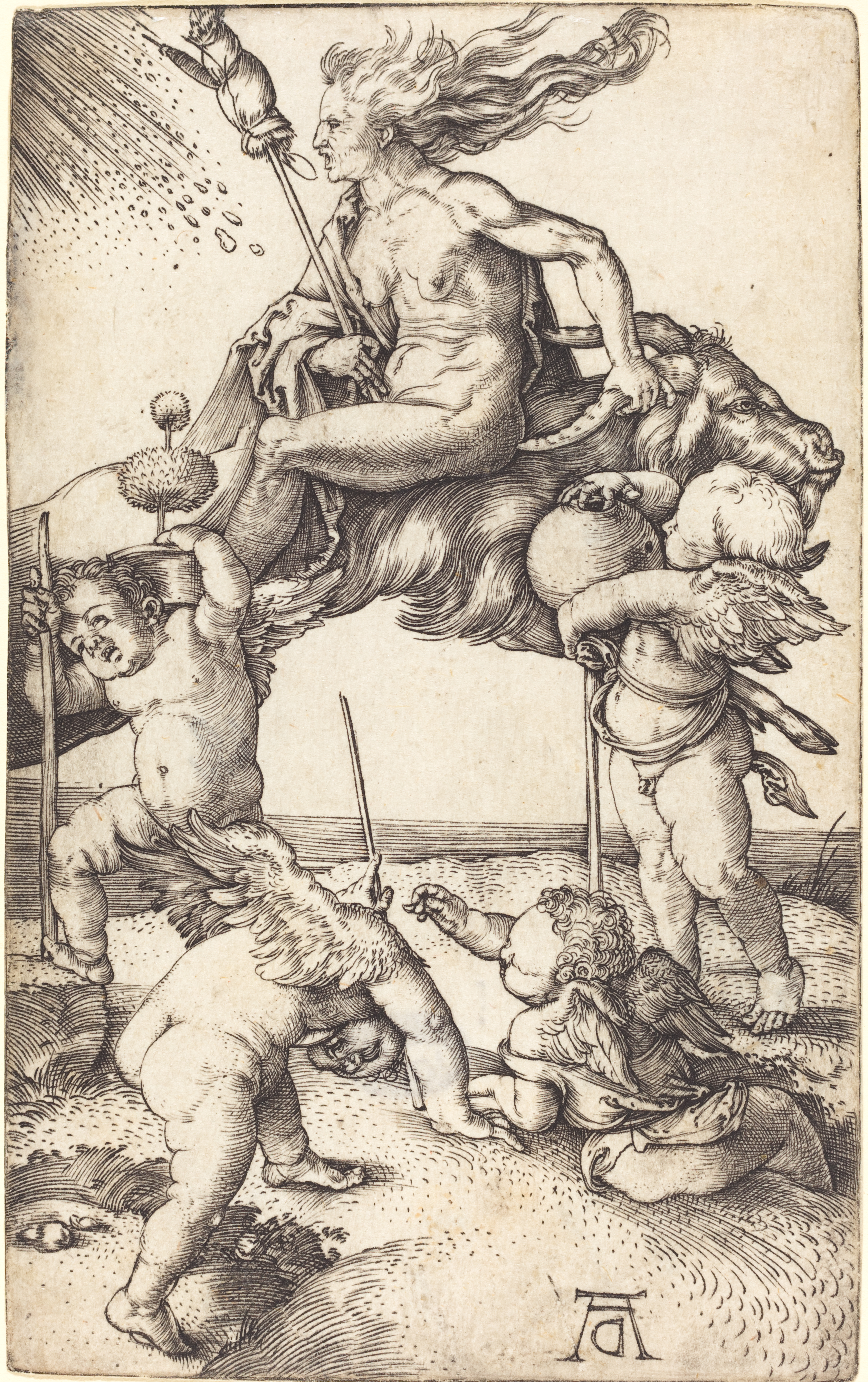
Dürer - Hexensabbat.

## La Sorcière

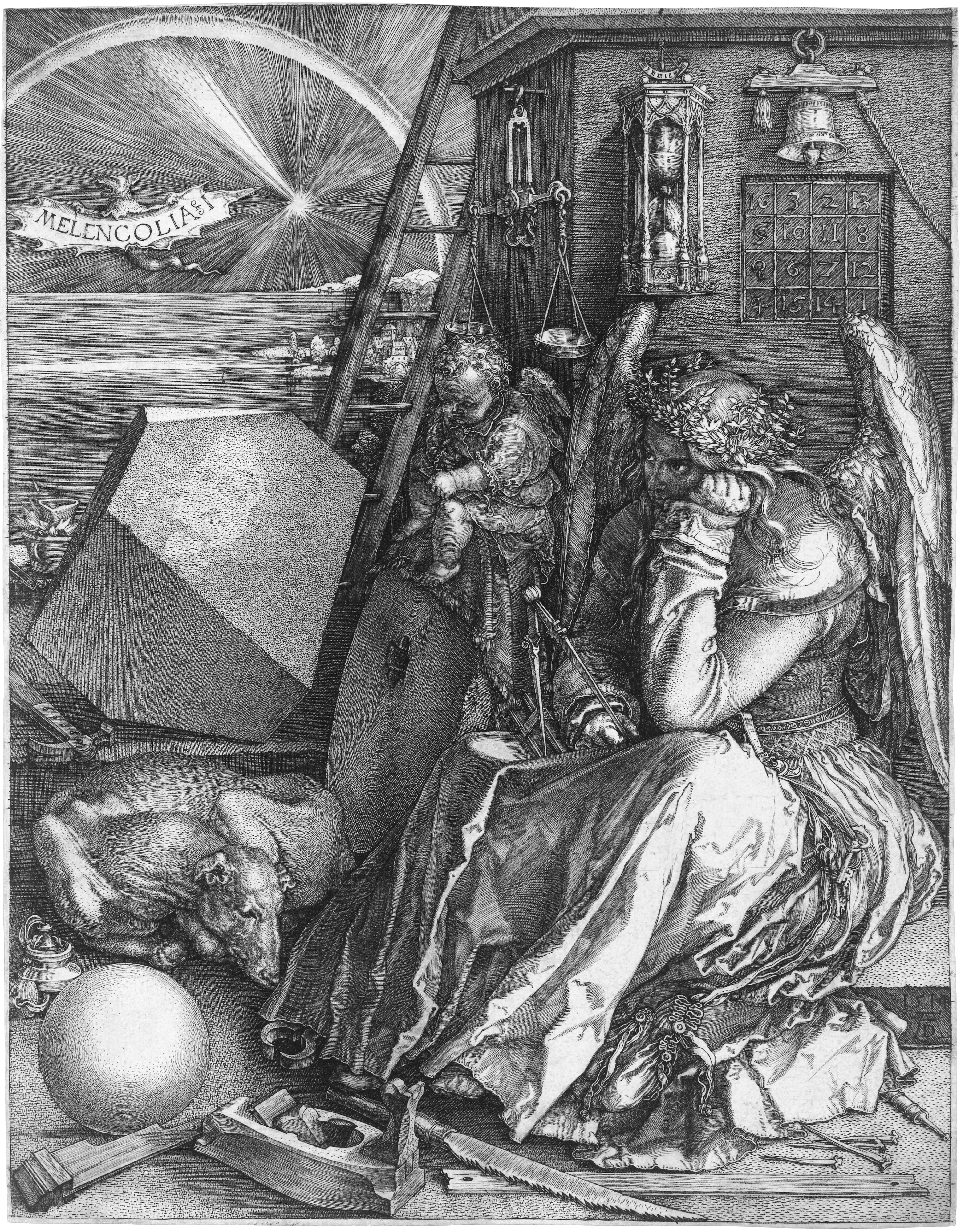
Mélancolie, Albrecht Dürer.

À deux reprises Dürer a fait figurer dans son œuvre gravé la présence de la météorite d’Ensisheim. La première fois dans un burin intitulé La Sorcière où figure une sorte de Moire, cavalière au corps anguleux (elle porte sur son sein calamiteux les attributs de Clotho, la quenouille et le fuseau), elle chevauche à rebours ce qui ressemble à un bouc mais est en fait une représentation très fidèle du signe astrologique du capricorne. Dans le coin supérieur gauche de la gravure, on peut voir une pluie de projectiles célestes tombant au sol où quatre putti se plaisent à en ramasser les morceaux épars. La météorite apparaît la seconde fois dans Melencolia I.

## Melencolia I
Laissant de côté les analyses de Louis Barmont sur l’ésotérisme de Dürer, il faut néanmoins reconnaître que Barmont fut le premier à lancer l’hypothèse que le satellite sombre, visible dans le coin supérieur gauche dans Melencolia I, juste en dessous de l’arc-en-ciel, pouvait être la représentation de la chute de la météorite d’Ensisheim. Ce qu’elle est effectivement et ce que corroboreront Fedja Anzelewsky et Dieter Wuttke (de).
Dans les appendices qui clôturent l’ouvrage de Raymond Klibansky, Erwin Panofsky et Fritz Saxl, Saturne et la Mélancolie, sous-titré « Études historiques et philosophiques : nature, religion, médecine et art », le premier est chapitré « le polyèdre dans Melencolia I ». Dans cet appendice, les auteurs constatent, après avoir affirmé que Dürer a bien souhaité représenter « un gros bloc de pierre » en « forme de polyèdre », que seul un tailleur de pierre (lapicide)  pouvait être à l’origine de la création d’un tel volume. Ils en concluent son appartenance certaine au métier de sculpteur sur pierre, catégorisé parmi les enfants de Saturne, comme l’indique une fresque du XIVe siècle, se trouvant dans la Sala della Ragione à Padoue, fresque qu’ils reproduisent page 310, illustration n° 24, de leur ouvrage. À l’appui de leur théorie, les auteurs sollicitent une expertise géométrico-mathématique que Karl Giehlow (de) avait demandée à Georges Niemann, alors qu’il travaillait sur Melencolia I avant son décès prématuré. Ils reproduisent les dessins stéréoscopiques réalisés par Niemann à partir d’une analyse approfondie du polyèdre qui se révèle être tout simplement un rhomboèdre à facettes irrégulières mais qui ont toutes une forme en delta (Δ). Si l’on compare l’esquisse du rhomboèdre irrégulier à sa version gravée de la représentation de la météorite d’Ensisheim, il est facile de constater que Dürer a tout simplement associé plusieurs formes en delta (Δ) rhomboédriques, pour respecter, à la fois la forme de la météorite qu’il avait dû voir lui-même, à l’extérieur ou dans le cœur de l’église d’Ensisheim, et conférer à son dessin la dimension esthétique souhaitée.
Ce n’est pas la « saturnité » du métier de sculpteur qui a fait que Dürer a placé en évidence le bloc de pierre au centre gauche de la gravure, ce n’est pas non plus pour des raisons géométrico-mathématiques afin de satisfaire des recherches de perspectives ou de composition, mais, tout simplement, parce que le bloc de pierre est la seconde représentation de la météorite d’Ensisheim, dans Melencolia I : une première fois, dans le coin supérieur gauche, au moment de la chute, la seconde, sous la forme du polyèdre à côté du personnage ailé. Polyèdre, dont Brant, lui-même, son entourage, l’Empereur et l’ensemble des intellectuels de son temps, avaient pensé qu’il était le signe d’origine divine d’un Âge d’Or à venir. En 1514, soit 22 ans plus tard, Dürer était alors le seul à penser que l’espoir de voir s’épanouir les temps heureux que l’événement avait suscité chez lui et chez ses contemporains ne s’était pas produit, voire que les temps s’étaient dangereusement obscurcis.
Le fait de n’avoir jamais su, jusqu’à ce jour, relier la chute de la météorite d’Ensisheim, le 7 novembre 1492, avec ces deux représentations conjointes dans Melencolia I, de 1513, verrouillait toute analyse iconographique possible de cette unique et sublime gravure.

## Symbolique
Il est particulièrement remarquable de constater que Dürer lors de son séjour à Bâle, en 1492, après avoir subi peut-être quelques maladies ou problèmes d’ordre personnel, a représenté tous les malheurs du monde en la personne de la Moire s’enfuyant à cheval sur le signe du capricorne pour entrer dans l’ère du verseau, nouveau champ d’espoir et de renouvellement bénéfiques pour lui-même. Tandis que dans Melencolia I, datée de 1514, il représente son désespoir né d’événements successifs : peut-être les débuts de l’atteinte de la malaria dont il mourut 14 ans plus tard, le décès de sa mère cette même année, la mort de son parrain, Anton Koberger, en 1513, les temps troublés par la succession des révoltes paysannes tout autant que l’accélération des sentiments « Réformistes » qui n’allaient pas tarder à enflammer l’Empire et dont il ressentait sans doute déjà les prémices.